# Faris Odeh
Faris Fayek Issa Hamdan Odeh (en árabe: فارس عودة‎; 3 de diciembre de 1985–8 de noviembre de 2000) fue un adolescente palestino nacido en la Franja de Gaza ocupada por Israel que se hizo conocido como un símbolo popular de la resistencia palestina, gracias a la icónica fotografía en la que se lo ve arrojando una piedra a un tanque Merkava durante la Segunda Intifada. En noviembre del 2000, fue asesinado por tropas israelíes cerca del cruce de Karni mientras lanzaban piedras.
La fotografía de Odeh frente al tanque, con una piedra en su mano lista para lanzarla, fue tomada por un fotoperiodista de la agencia estadounidense Associated Press el 29 de octubre del 2000. Diez días después, el 8 de noviembre, Odeh estaba nuevamente lanzando piedras al paso fronterizo de Karni cuando un soldado israelí le disparó en el cuello. Posteriormente, el niño y la imagen adquirieron un estatus icónico dentro del movimiento palestino como símbolo de su oposición a la ocupación israelí.

## Primeros años de vida
Odeh nació en el barrio Zeitún de la ciudad de Gaza en los ocupados por Israel en Franja de Gaza, donde vivía con sus padres Fayek y Anam y sus ocho hermanos y hermanas. Según The Washington Post, Odeh era un «adolescente temerario». Le gustaban las acrobacias arriesgadas y una vez saltó un espacio de 2,5 metros entre los techos de dos edificios de cuatro pisos.

## Participación en la segunda Intifada
Cuando comenzó la Intifada de Al-Aqsa en septiembre de 2000, Odeh comenzó a faltar a la escuela para participar en la acción, ya sea en el cruce de Karni o en el asentamiento israelí de Netzarim.
El director de la escuela de Odeh se quejó de las ausencias del niño ante sus padres, quienes intentaron, sin éxito, mantenerlo alejado del conflicto. Según la madre de Faris, el padre del niño «lo golpeó hasta dejarlo negro y azul por tirarle piedras». Fayek también intentó sujetar físicamente a su hijo. Una vez encerró al niño en su habitación, pero Faris escapó por la ventana. Según el Post, «La siguiente vez que Fayek escuchó que Faris había estado en un punto de enfrentamiento, se puso más duro; ató las manos y los pies del niño y lo dejó en el techo después de cenar. A medianoche, su madre, muy preocupado por el niño, se escabulló hasta el techo y lo liberó».
Aun así, Faris no se inmutó. Su madre Anam iba repetidamente a los lugares de los peores combates en busca de su hijo, y a menudo lo encontraba al frente de la multitud, más cerca de las tropas israelíes. «Debo haber salido a buscarlo 50 veces», dijo en el periódico The Washington Post. «Un día salí tres veces. A veces me sentaba a almorzar y antes de que pudiera dar el primer bocado a mi boca venían unos niños y me decían que Faris estaba otra vez en Karni, tirando piedras. Y yo. Dejaría caer mi tenedor y saldría corriendo a buscarlo».
«No era la fama que amaba», continuó. «De hecho, tenía miedo de que si lo filmaban en la televisión su padre lo viera, así que huía de las cámaras. Un día, después de que yo fui y lo arrastré fuera de los enfrentamientos todos los días durante una semana., Le dije: 'Está bien, ¿quieres tirar piedras? Bien. Pero al menos escóndete detrás de algo. ¿Por qué tienes que estar al frente, incluso más arriba que los niños mayores?' Y él dijo: 'No tengo miedo'».

### Icónica fotografía
El 29 de octubre de 2000, el fotógrafo de Associated Press Laurent Rebours capturó la fotografía icónica de Odeh, quien, según un artículo posterior de AP, «reveló su papel como el lanzador de piedras más famoso» en Karni. Ahora, una fotografía famosa, la «poderosa imagen de un niño solo frente a un enorme tanque militar israelí» ha provocado el uso de la analogía de «David y Goliat» por parte de la socióloga Judith Bessant. Para muchos palestinos, señaló, «él personificó el heroico desafío palestino y la resistencia a la ocupación militar israelí».

## Muerte y legado
Shadi, primo de Odeh, de 17 años y policía palestino, murió durante un enfrentamiento con tropas israelíes el 1 de noviembre. «Cuando eso sucedió, Faris dijo: 'Juro que vengaré su muerte'», dijo Anam Odeh al Post. «Fue a la corona funeraria de Shadi y colocó en ella una fotografía de sí mismo. Dijo que la corona también sería para él».
Más tarde, según se informó, Odeh estaba al frente de un grupo de jóvenes palestinos que arrojaban piedras a las tropas israelíes en el cruce de Karni, cuando los soldados israelíes abrieron fuego. Sus amigos dicen que cuando Odeh se agachó para recoger una piedra, recibió un golpe en el cuello y que, debido a que estaba tan cerca de un tanque israelí, tuvieron que esperar una hora antes de considerar que era seguro retirar su cuerpo y cargarlo en una ambulancia. Fue declarado muerto al llegar al hospital.

### Reacciones
Según United Press International (UPI), decenas de miles de personas asistieron al funeral de Odeh. Su padre dijo a UPI: «Él es un mártir, y esto es lo que siempre quiso ser, un mártir por el bien de Al Aqsa». Como muchas familias palestinas a las que las tropas israelíes mataron a un miembro después del estallido de la Segunda Intifada, los Odeh recibieron un cheque de 10 000 dólares de El entonces presidente de Irak Saddam Hussein. Su madre comentó que «Faris era un niño que me amaba tanto [...] Su sangre vale mucho más».
Desde su muerte, Odeh y su imagen se han vuelto icónicos, y un símbolo de la Segunda Intifada: «un niño, que muere en un enfrentamiento similar sólo después de que se toma la fotografía, ha llegado a representar [...] a miles de otros». Apodado el «palestino común y corriente» y el «chico del cartel del desafío palestino», para muchos palestinos es un héroe, retratado en grafitis, murales, calendarios y carteles.
En 2001, su resortera apareció en una exposición llamada «100 mártires, 100 vidas» en el centro cultural Khalil Sakakini en Ramallah, y fue elogiado por Yasser Arafat en febrero de 2002.
El premio al activismo Faris Odeh ha sido creado en su nombre y lo concede anualmente Al-Awda: la Coalición Palestina por el Derecho al Retorno (PRCC). El galardonado en 2003 fue el Dr. Salman Abu-Sitta.
La fotografía, la historia de Faris y la iconografía que la rodea también se han utilizado posteriormente como punto de enseñanza en recursos educativos sobre derechos humanos y defensa de los derechos. En la entrevista del Washington Post, su madre dijo sobre la imagen: 

Cuando veo su foto, mi corazón se desgarra en pedazos. Supongo que me siento orgullosa de que lo llamen héroe, de pie frente a un tanque y todo eso. Pero cuando veo a sus compañeros de clase venir después de la escuela, todo lo que puedo hacer es llorar. […] Tengo tanto miedo de que la muerte de Faris sea en vano. Que todo vuelva a la normalidad. Y lo único que pasó es que habré perdido a mi hijo.

### Impacto posterior
La foto de UPI cambió la doctrina israelí sobre tanques. En agosto de 2001, el periódico israelí The Jerusalem Post citó a un doctrinario anónimo sobre tanques que decía que ahora el personal de los tanques tenía instrucciones de disparar contra quienes lanzaran piedras.
Los shabab (jóvenes) palestinos fueron inmortalizados por las imágenes televisadas en las que se les ve arrojando piedras a los tanques israelíes durante la Segunda Intifada, según Barbara A. Goldscheider, que cita a Faris Odeh y a Mohammed Al-Durrah como ejemplos de dos muchachos palestinos que se convirtieron en mártires instantáneos.
Para el filósofo francés Pierre-André Taguieff, la respuesta palestina a la muerte de Odeh forma parte de una religión política popular que gira en torno a la figura del shahid, o mártir. Considera que esto es una consecuencia de la «islamización» de la causa palestina, que se manifiesta en el apoyo palestino a una «cultura de la muerte». La madre de Odeh dijo a los periodistas que él solía ver Felesteen-Al-Yawm, el canal de televisión del Movimiento de la Yihad Islámica Palestina, donde la idea de convertirse en mártir es muy valorada. «Quería unirse a ellos», dijo, «y solía llevar su cinta en la cabeza».
El Dr. Eyad al-Sarraj, fundador y director del Programa de Salud Mental de la Comunidad de Gaza, escribe que el lanzamiento de piedras durante la Intifada era una de las pocas distracciones que tenían los niños. No se daban cuenta del peligro que corrían, dijo, y se sentían invencibles.